# Numero esagonale centrato
Un numero esagonale centrato è un numero poligonale centrato che rappresenta un esagono con un punto al centro e gli altri punti che lo circondano.
| 1 |  | 7                         |  | 19                                                                        |  | 37 |
| - |  | ------------------------- |  | ------------------------------------------------------------------------- |  | --- |
| * |  | * · * · * · * · * · * · * |  | * · * · * · * · * · * · * · * · * · * · * · * · * · * · * · * · * · * · * |  | * · * · * · * · * · * · * · * · * · * · * · * · * · * · * · * · * · * · * · * · * · * · * · * · * · * · * · * · * · * · * · * · * · * · * · * · * |

L'n-esimo numero esagonale centrato è dato dalla formula
{\displaystyle 1+3n(n-1).}
Esprimendo la formula nella forma
{\displaystyle 1+6\left({1 \over 2}n(n-1)\right)}
si mostra come il numero esagonale centrato per n è 6 volte l'(n-1)-esimo numero triangolare più 1.
I primi numeri esagonali centrati sono
1, 7, 19, 37, 61, 91, 127, 169, 217, 271, 331, 397, 469, 547, 631, 721, 817, 919, 1027, 1141, 1261, 1387, 1519, 1657, 1801, 1951, 2107, 2269, 2437, 2611, 2791, 2977, 3169, 3367, 3571, 3781, 3997, 4219, 4447, 4681, 4921, 5167, 5419, 5677, 5941, 6211, 6487
Si è verificato che la somma dei primi n numeri esagonali centrati è n3. Questo significa che le somme dei primi n numeri esagonali centrati e i cubi sono gli stessi numeri, ma rappresentano forme diverse. Visti da un'altra prospettiva, i numeri esagonali centrati sono le differenze tra due cubi consecutivi. I numeri esagonali centrati primi sono primi cubani.
La differenza tra (2n)2 e l'n-esimo numero esagonale centrato è un numero nella forma n2 + 3n - 1, mentre la differenza tra (2n - 1)2 e l'n-esimo numero esagonale centrato è un numero oblungo.